# Partido de Ezeiza
Ezeiza es uno de los 135 partidos de la provincia argentina de Buenos Aires. Forma parte del aglomerado urbano conocido como Gran Buenos Aires, ubicándose en la zona sur del mismo. Fue creado en 1994 a partir de la  ley provincial número 11550, la cual marca la subdivisión de los  partidos de Esteban Echeverría  y de Ezeiza.

## Geografía

### Población
| Población | 118 807 | 163 722  | 201 511 |
| Variación | -       | +37,80 % | +23,1 % |

### Límites
Limita al norte con el partido de La Matanza, al este con el partido de Esteban Echeverría, al oeste con el partido de Cañuelas, al sur con el partido de San Vicente y al sudeste con el partido de Presidente Perón.

## Atractivos y sectores de importancia del partido

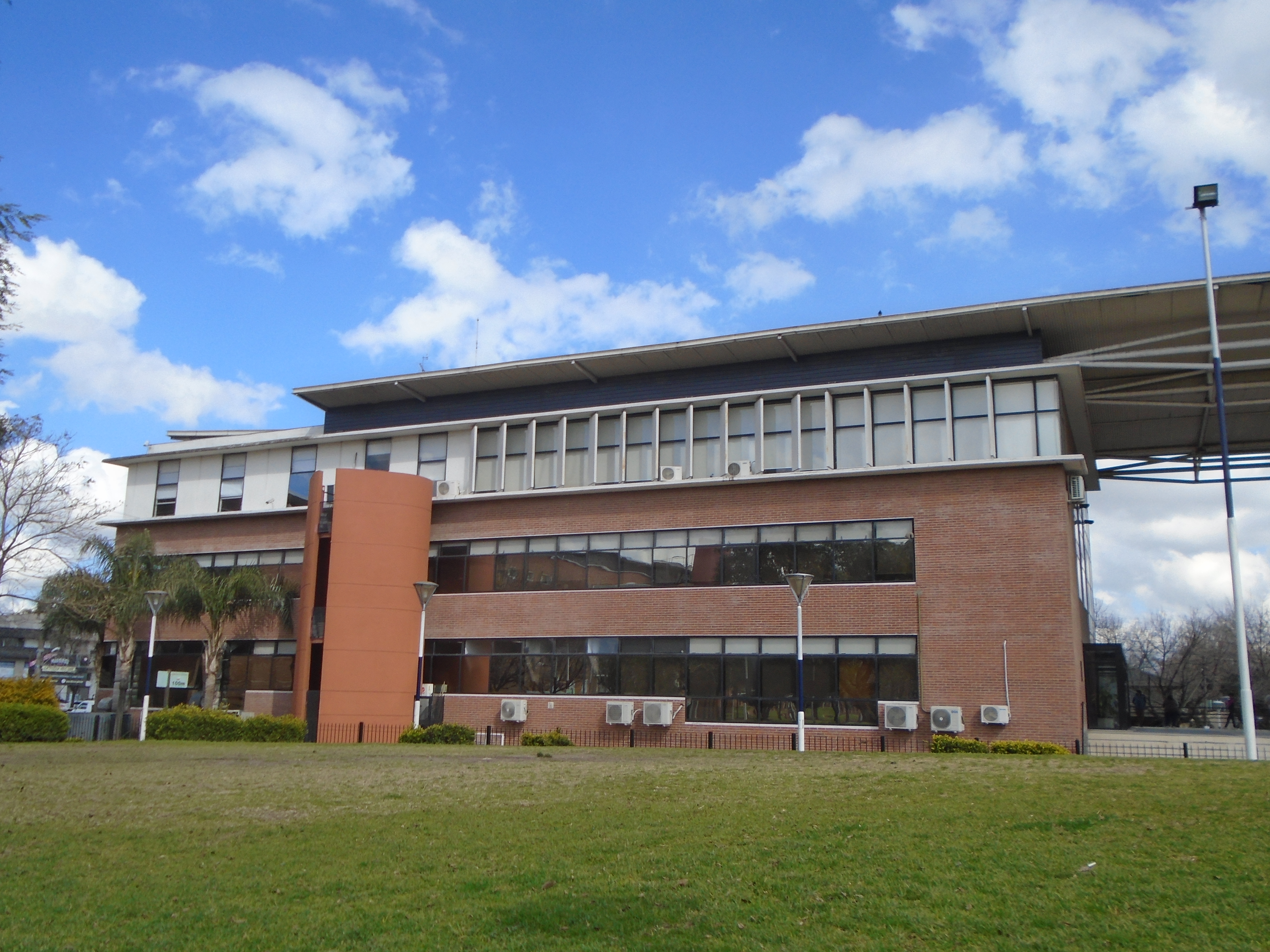
Palacio de la Municipalidad de Ezeiza.

- El Club Social y Deportivo Tristán Suárez fue fundado el 8 de agosto de 1929. Su sede se encuentra en Moreno y Fariña, Tristán Suárez; puede recibir 15 000 espectadores. Entre sus títulos locales se cuentan: Primera D 1975, Primera C Apertura 1994 y Primera B Metropolitana Apertura 1996.

- Aeropuerto de Ezeiza Ministro Pistarini.

Es el aeropuerto más grande de la Argentina y el único aeropuerto de América Latina que opera vuelos a los cinco continentes.
- Bosques de Ezeiza.

En los bosques se pueden encontrar cámpings con servicios completos, que ofrecen piletas y canchas para realizar deportes. También se puede dar una vuelta por el parque que posee los bosques con juegos del antiguo Parque Japonés de Retiro. 
- Zonas comerciales y Centros de compras.

-Ezeiza (ciudad) es el polo comercial del partido, cuenta con espacios verdes, bares, discotecas, locales, restaurantes, negocios y entidades financieras.
Es sede de un Hipermercado Coto, que cuenta con zona de juegos y patio de comidas; también hay un supermercado Coto en Tristán Suárez.
En Ezeiza está también el paseo de compras «Canning Design» que cuenta con restaurantes, confiterías, locales de ropa y sala de juegos.
Y el centro comercial «Las Toscas» que posee locales comerciales, Mc Donald´s, cines, oficinas y un parque de juegos.
-Canning posee importantes zonas comerciales de importantes marcas y barrios cerrados o countries que lindan con los shoppings «Las Toscas» y «Canning Design» en el límite por la calle Mariano Castex (ruta 52) de Ezeiza. Frente al centro comercial "Las Toscas", ya en partido de Esteban Echeverría, Canning, es sede del  centro comercial «Portal Canning» que cuenta con supermercado Disco y un Homecenter Easy.
-Cancha de golf «Lomas Athletic Club» en la ciudad de «La Unión Ferroviaria», es una de las canchas más antiguas con 120 años de antigüedad.
Sobre Av. Jorge Newbery, en el km 30 de la Autopista Ezeiza-Cañuelas, se encuentra el Salón de Asambleas de los Testigos de Jehová.

## Política

### Intendentes desde 1995 hasta la actualidad
| Intendente         | Mandato                                           | Partido | Partido | Alianza | Alianza | Elecciones |
| ------------------ | ------------------------------------------------- | ------- | ------- | ------- | ------- | ---------- |
| Alejandro Granados | 7 de enero de 1995 - 10 de diciembre de 1995      |         | PJ      |         | FREJUFE | Designado  |
| Alejandro Granados | 10 de diciembre de 1995 - 10 de diciembre de 1999 | 1995    | PJ      |         | FREJUFE |            |
| Alejandro Granados | 10 de diciembre de 1999 - 10 de diciembre de 2003 |         | PJ      | CJ      | 1999    |            |
| Alejandro Granados | 10 de diciembre de 2003 - 10 de diciembre de 2007 |         | PJ      | —       | 2003    |            |
| Alejandro Granados | 10 de diciembre de 2007 - 10 de diciembre de 2011 |         | PJ      | FPV     | 2007    |            |
| Alejandro Granados | 10 de diciembre de 2011 - 13 de agosto de 2013    | 2011    | PJ      | FPV     |         |            |
| Oscar Cicco        | 13 de agosto de 2013 - 10 de diciembre de 2015    | 2011    |         | FPV     | Ind.    |            |
| Alejandro Granados | 10 de diciembre de 2015 - 10 de diciembre de 2019 |         | PJ      | FPV     | 2015    |            |
| Alejandro Granados | 10 de diciembre de 2019 - 10 de diciembre de 2023 |         | PJ      | FdT     | 2019    |            |
| Gastón Granados    | 10 de diciembre de 2023 - En el cargo             |         | PJ      |         | UP      | 2023       |

1. ↑  Renunció para asumir como Ministro de Seguridad de la provincia de Buenos Aires.

### Concejo Deliberante de Ezeiza
Actualmente el Concejo Deliberante de Ezeiza está conformado por 20 Concejales.
| Bloques | Bloques              | Integrantes |
| ------- | -------------------- | ----------- |
|         | Unión por la Patria  | 12          |
|         | Juntos por el Cambio | 4           |
|         | La Libertad Avanza   | 3           |
|         | Frente Renovador     | 1           |
| Total   | Total                | 20          |

## Sismicidad

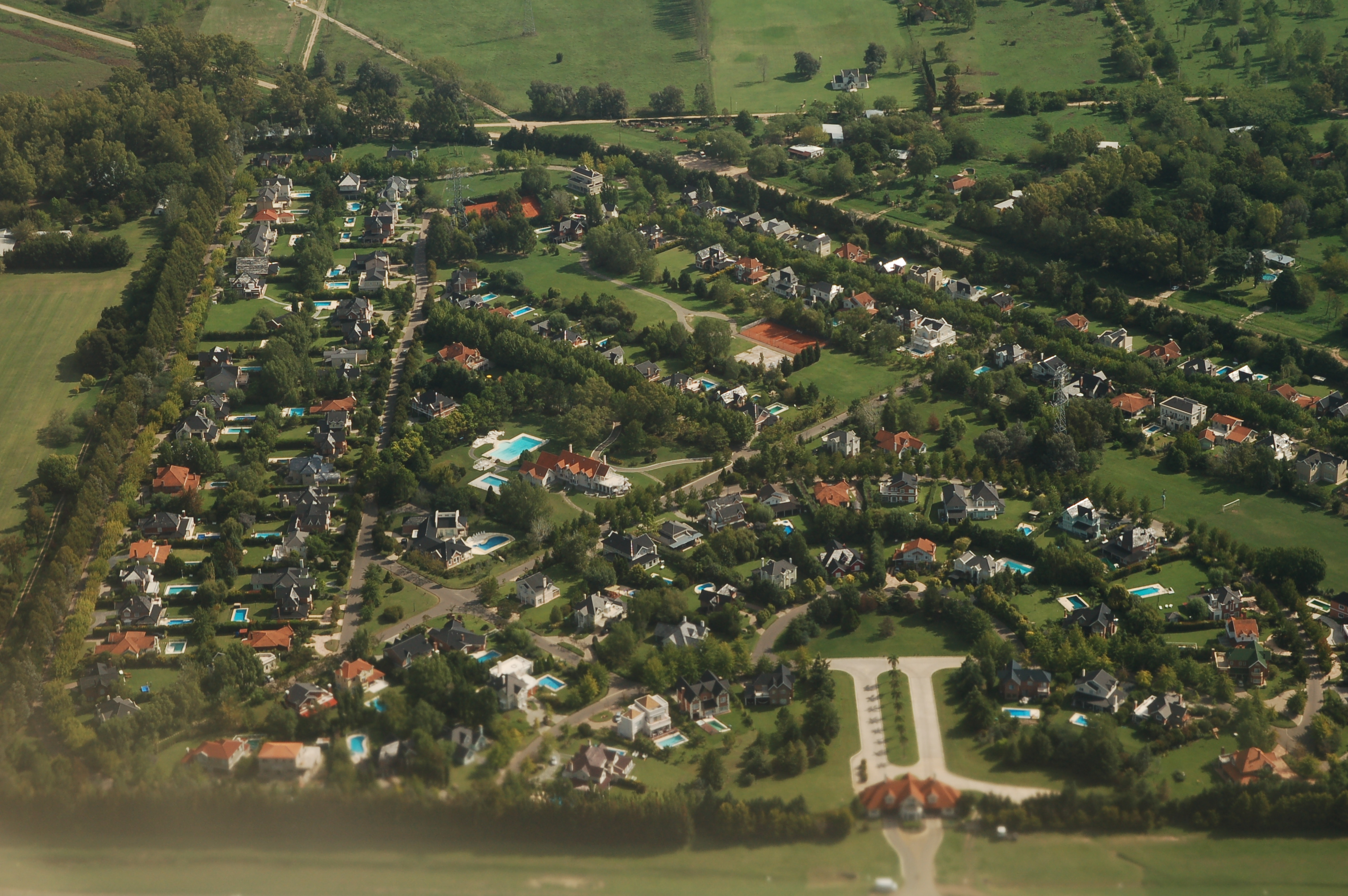
Vista aérea de las urbanizaciones cerradas del partido.

La región responde a la «subfalla del río Paraná», y a la «subfalla del río de la Plata», con sismicidad baja; y su última expresión se produjo el 5 de junio de 1888 (136 años), a las 3:20 UTC-3, con una magnitud aproximadamente de 5,0 en la escala de Richter (terremoto del Río de la Plata de 1888).
La Defensa Civil municipal debe advertir sobre escuchar y obedecer acerca de 
Área de
- Tormentas severas periódicas.
- Baja sismicidad, con silencio sísmico de 136 años.

## Localidades del Partido
- Aeropuerto Internacional Ezeiza
- Canning occidental
- Carlos Spegazzini
- Ezeiza
- La Unión
- Tristán Suárez

## Hospital Interzonal de Ezeiza | Dr. Alberto Antranik Eurnekian
Centro de salud ubicado en la localidad de La Unión, centro geográfico del distrito de Ezeiza, a sólo 120 metros de la ruta nacional 205, delimitado por las calle Alem (acceso principal), Lavalle, El Ñandubay y La Merced (acceso a guardia). La obra, iniciada en el año 2006, demandó una inversión de 15 millones de dólares. Una obra considerada de las más importantes en materia hospitalaria del país y de la provincia de Buenos Aires, siendo de mediana complejidad. Inaugurado en el año 2009, con casi 15 000 m² de superficie cubierta, el nuevo hospital cuenta con:
- 180 camas para internación entre maternidad, cuidados generales, intermedios, intensivos y coronarios.
- 2 consultorios pediátricos.
- 4 consultorios para adultos.
- 3 quirófanos.
- Aparatología: tomógrafo, resonador, seriógrafo.
- 2 salas de partos.
- Un helipuerto.

## Universidad de Ezeiza
El distrito cuenta con la universidad provincial de Ezeiza (UPE), que es la primera universidad aeroportuaria de la Argentina y Latinoamérica, se creó por ley en 2007 (ley 14006).
En 2013 se habló de un proyecto para nacionalizar la universidad hacia 2014.
Comenzó a dictar las cátedras en el ciclo lectivo 2012.
Las carreras disponibles para estudiar en la UPE son:
- Técnico en desarrollo de software.
- Técnico universitario en despacho de aeronaves.
- Tecnicatura universitaria en despacho de aduanas.
- Técnico universitario en logística.
- Licenciatura en logística.
- Técnico universitario en hotelería e industria de la hospitalidad.

## Centro Atómico Ezeiza
El Centro Atómico Ezeiza brinda servicios a las áreas de:
- La industria del petróleo.
- La industria metalmecánica.

## Parques industriales
En el partido hay tres polos industriales
- «Parque industrial Canning»
- «Parque industrial Spegazzini»

Polo Industrial Ezeiza

## Escuela Técnica n.°1 La Unión
La escuela técnica cuenta 3 modalidades;
- Maestro mayor de obras.
- Técnico electromecánico.
- Técnico electrónico.

Escuela de Educación Secundaria Agraria N.º 1 (E.E.S.A. N.º1)
egresados con perfil de técnicos agropecuarios con orientación en agroalimentos.